# Eomecon
Eomecon é um género botânico pertencente à família Papaveraceae.